# Логінов Святослав Володимирович
Святослав Володимирович Вітман (відоміший під псевдонімом Святослав Логінов; нар. 9 жовтня 1951) — російський письменник, який працює в жанрах фентезі і наукової фантастики, лауреат премій «Аеліта», « Мандрівник», «Інтерпрескон».
Учасник т. зв. фестивалю фантастики «Зорі над Донбасом» у 2021 році.

## Біографія
Святослав Логінов народився 9 жовтня 1951 року в місті Ворошилові, нині Уссурійську Приморського краю. З 1952 року постійно мешкає в Санкт-Петербурзі. Закінчив хімічну школу і хімічний факультет ЛДУ, нині Санкт-Петербурзького державного університету. Працював науковим співробітником в НДІ, різноробочим, інженером, вантажником, вчителем хімії.
Перша публікація в журналі «Уральський слідопит» 1975 року («По гриби») була опублікована автором під справжнім прізвищем. Однак знаючі люди попередили автора: «якщо хочеш видаватися частіше, ніж раз в шість років — поміняй прізвище», Святослав так і зробив, взявши дошлюбне прізвище матері, і з 1981 року його розповіді регулярно видаються в різних журналах і збірниках. 
Лауреат премій: «Аеліта» (2008), «Мандрівник» (2003), «Інтерпрескон» (1995, 1998, 1999, 2006), «Бєляївської премії» (1995), «Велике кільце» (1983), «Портал» (2007).
За власним визнанням, Логінов є войовничим атеїстом: «… У всіх моїх книгах я так чи інакше нападаю на церкву і саме поняття бога, яке вважаю найогиднішим з усього, до чого додумався збочений розум».

## Політична позиція
У своєму блозі письменник відповів на питання "що ви думаєте з приводу Криму?" словами "Крим - російська земля, що тут думати", але на аргумент іншого свого читача, що "вся Україна - російська земля", відповів "Ні, Галичина і задарма не потрібна. Як і Польща. А що стосується Фінляндії, то вона і так наша; я туди на вихідних іжджу кататися на лижах."

## Видані книги
- Бувальщина про казкового звіра — фантастичні розповіді, 1990
- Якщо ти один — фантастична повість та оповідання, 1990
- Багаторукий бог далайна — фантастичний роман, 1994
- Страж Перевала — фантастичні повісті та оповідання, 1996
- Чорна кров — фантастичний роман (спіл. з Н. Перумовим) 1996
- Колодязь — роман, 1997
- Земні шляхи — фантастичний роман, 1999
- Чорний смерч — фантастичний роман, 1999
- Залізний вік — розповіді, 2001
- Мед життя — розповіді, 2001
- Картяр — фантастичні твори, 2001
- Світло у віконці — фантастичний роман, 2003
- Імперські відьми — роман, 2004
- Дорогий широкої — роман, 2005
- Росія за хмарою — роман, 2007
- Захід на планеті Земля — збірка оповідань і повістей, 2009

## Повна бібліографія

### Романи
- Багаторукий бог далайна (1995)
- Чорна кров (1996) (спіл. з Н. Перумовим)
- Колодязь (1997)
- Земні шляхи (1999)
- Чорний смерч (1999)
- Картяр (2000)
- Світло у віконці (2003)
- Імперські відьми (2004)
- Атака ззовні (2005) (дописаний з чернеток померлого Б. Зеленського)
- Дорогий широкої (2005)
- Росія за хмарою (2007)

Даний список є неповним

### Повісті
- В ім'я твоє // Якщо ти один, 1990.
- Я не чіпаю тебе // Вогонь в колисці, 1990.
- Міракль рядового дня // Сізіф, 1991, № 1
- Захід на планеті Земля // Годинники з варіантами, 1992
- Квест // Чорний смерч, 1999.
- Навколо Гекуби // картяр, 2000.
- Тіні великого міста // Полудень XXI століття, 2004, № 2

### Розповіді
- Jus Naturae // Хімія і життя XXI століття, 1998, № 7
- Monstrum magnum // Концерт бісів, 1991
- Автопортрет // Імперія, 1998, № 1
- Адепт Сергєєв // Винахідник і раціоналізатор, 1984, № 1
- Антинікотинове // Веселка (Київ), 1997, № 1
- Барська пустка // Якщо, 2006, № 9
- Безпритульний // Хімія і життя, 1986, № 3
- Біле і чорне // Якщо, 2007, № 4
- Біоавтомат // Енергія, 1986, № 11
- Бувальщина про казкового звіра // Бувальщина про казкового звіра, 1990.
- Будинок край дороги // Концерт бісів, 1991
- Будиночок в селі // П'ята стіна, 2002
- Бунтівник // Наука і релігія, 1984, № 11
- Вважаючи таємницею // Все підряд, 1991, № 1
- Велика дорога // Якщо, 2001 № 10
- Вилікуй себе самого // Хімія і життя, 1984, № 4
- Випадковість // Хочу все знати, 1983
- Вітер з моря // Іскорка, 1981, № 4
- Ганс Щуролов // День звершень, 1988
- Геній Землі // Неосяжний двір, 1991
- Гніздечко // Реальність фантастики, 2006, № 3
- Грошова історія // Годинники з варіантами, 1992
- Годинники // Якщо, 1995, № 5
- Голос волаючого // Полудень XXI століття, 2005, № 4
- Город (рос. Огород) // Техніка-молоді, 2000., 5
- Господар // Страж Перевала, 1996.
- Дачники // Нива Царицинському, 1991, № 1
- Дракони Опівнічний гір // Чорний смерч, 1999.
- Другий // Зоряна дорога, 2000, № 8
- Другий закон // Хімія і життя, 1987, № 2
- Добра Дуся // Хімія і життя, 1987, № 2
- Долина Лоріена // Якщо, 2002 № 6
- До питання про природу вампірів // Мед життя, 2001.
- До питання про класифікацію європейських драконів
- Єдина п'ядь // Мед життя, 2001.
- Живі душі // Фантастика-2000, М., 2000
- Жив-був … // Техніка-молоді, 1998, № 3
- Загибель замку Рендол // Якщо, 2006, № 4
- Заєць, якого не спіймали // Колобок, 1988, № 2
- Залізний вік // Винахідник і раціоналізатор, 1982, № 9
- Замошшя (рос. Замошье) // Страж Перевала, 1996.
- Зарозумілість // Енергія, 1984, № 1
- Звір // Неосяжний двір, 1991
- Здатність дивуватися [Архівовано 22 листопада 2017 у Wayback Machine.] // Вокруг света, 1985, № 1
- Зелений кущ // Дружба, 1987
- Землероб // Фантастика 2001 \\\ Залізний вік, 2001.
- Змагання // Енергія, 1986, № 11
- Змійкою // Техніка-молоді, 2001 № 1
- Зустрічна смуга // Якщо, 2008, 1
- І тоді ти береш меч // Фентезі-2006
- Ікар // Фантакрім MEGA, 1991, № 3
- Казочки для діточок // Диліжанс, 1996, № 1
- Капкан на генія // Хімія і життя, 1987, № 2
- Квартира // Мед життя, 2001.
- Книжник // Мед життя, 2001.
- Комар // Мед життя, 2001.
- Комуналка // Зоряна дорога, 2000, № 9
- Комплекс неповноцінності // Хімія і життя, 1987, № 2
- Крила // Космос, 1987
- Легка робота // Годинники з варіантами, 1992
- Ліс пана графа // Якщо, 2005, № 4
- Лускунчик // Неосяжний двір, 1991
- Мамочка // Зоряна дорога, 2003 № 7/8
- Машенька // Бувальщина про казкового звіра, 1990.
- Мед життя // Чудеса і чудасії, 1992, № 1
- Мемурашкі // Мед життя, 2001.
- Мисливець // Глобус, 1986
- Миротворець // Фантакрім MEGA, 1992, № 1
- Мікрокосм // Шукач, 1987, № 6
- На вістрі // картяр, 2000.
- На порозі будинку // Космос, 1987
- Нестандартний індивід // Іскорка, 1981, № 4
- Нобелівська премія // Хочу все знати, 1981
- Працівник // Фантакрім MEGA, 1992, № 1
- Про що плачуть слимаки // Якщо, 2003 № 8
- По гриби // Уральський слідопит, 1975, № 4
- Погляд долу // Двері з того боку, 1990.
- Оберіг у Порожніх Горбів // Якщо, 1996, № 1
- Ось в чому сіль // Неосяжний двір, 1991
- Одинак // Якщо, 2007, № 6
- Обережно, двері відкриваються // Реальність фантастики, 2003 № 6
- Гострий сюжет // Годинники з варіантами, 1992
- ВТК // Світ фантастики, 2006, № 2
- Раз, два, три, чотири … // Кредо, 2005
- Рівний богу // Шукач, 1997, № 6
- Розмірковує // Неосяжний двір, 1991
- Рука долі // Фентезі-2005-2
- Свічка // Міф, 1991, № 1
- Сергій Петрович з 6-а // Іскорка, 1986, № 3
- Симпатичний контакт // Космос, 1987
- Смирний Жак // Синя дорога, 1984
- Солоні огірочки // Уральський слідопит, 1988, № 12
- Сонник // Якщо, 2007, № 9
- Спонсор // Фантастика-2002-2
- Страж Перевала // Техніка-молоді, 1988, № 3-4
- Там, на сході // Полудень XXI століття, 2002 № 2
- Темний очей // Памір, 1983, № 2
- Темпоральна машинерія // Реальність фантастики, 2007, № 4
- Фазовий перехід // Мед життя, 2001.
- Фундамент // Техніка-молоді, 1999, № 12
- Хата скраю (рос. Изба с краю) // Мед життя, 2001.
- Хоробрий сон // Веселі картинки, 1983, № 7
- Цілі прогресу // Якщо ти один, 1990.
- Цирульник // ЗС, 1983, № 7
- Чи встигну // Залізний вік, 2001.
- Чисть // Реальність фантастики, 2006, № 12
- Шишак // Монстр, 1992
- Штандер // Іскорка, 1981, № 4
- Я не чіпаю тебе // Вогонь в колисці, 1990.
- Яблучко від яблуньки // Страж Перевала, 1996.
- Якщо ти один // Якщо ти один, 1990.
- Ящера // Цех фантастів, 1990.

## Цікавинки
Святослав Володимирович — автор розбору творчості Льва Толстого .